# (8525) Nielsabel
(8525) Nielsabel est un astéroïde de la ceinture principale.

## Description
(8525) Nielsabel est un astéroïde de la ceinture principale. Il fut découvert le 2 septembre 1992 à La Silla par Eric Walter Elst. Il présente une orbite caractérisée par un demi-grand axe de 2,41 UA, une excentricité de 0,16 et une inclinaison de 3,1° par rapport à l'écliptique.

## Compléments